# Олсен, Кен
Кен Олсен (20 февраля 1926, Бриджпорт, США — 6 февраля 2011, Линкольн, США) — американский инженер, один из основателей Digital Equipment Corporation.

## Биография
Родился в городе Бриджпорт, штат Коннектикут в 1926 году. В период 1942—1944 годов проходил службу в Военно-морском флоте США, где впервые ознакомился с электроникой. В 1952 году получил степень магистра по электротехнике в Массачусетском технологическом институте, в конце учёбы и по её окончании работал в исследовательском центре Lincoln Laboratory при институте.
При поддержке венчурных фондов, в 1957 году вместе со своим коллегой Харланом Андерсоном (англ. Harlan Anderson) основал компанию Digital Equipment Corporation и последующие 35 лет занимал в корпорации руководящие посты. В 1986 году журналом Fortune был признан самым успешным предпринимателем года.
После ухода из Digital Equipment Corporation в 1992 году сконцентрировался на благотворительной деятельности. Некоторые обозреватели связывают начало осложнений в корпорации, закончившихся её поглощением компанией Compaq в 1998 году, именно с уходом Олсена из неё.
Скончался 6 февраля 2011 года в хосписе, в возрасте 84 лет, причина смерти не сообщалась.